# Степанова, Варвара Фёдоровна
Варва́ра Фёдоровна Степа́нова (22 октября  [3] ноября  1894, Ковно — 20 мая 1958, Москва) — советская художница-авангардистка, представительница конструктивизма, дизайнер и поэтесса, жена и соратница Александра Родченко. Также работала и выставлялась под псевдонимом Варст.

## Биография

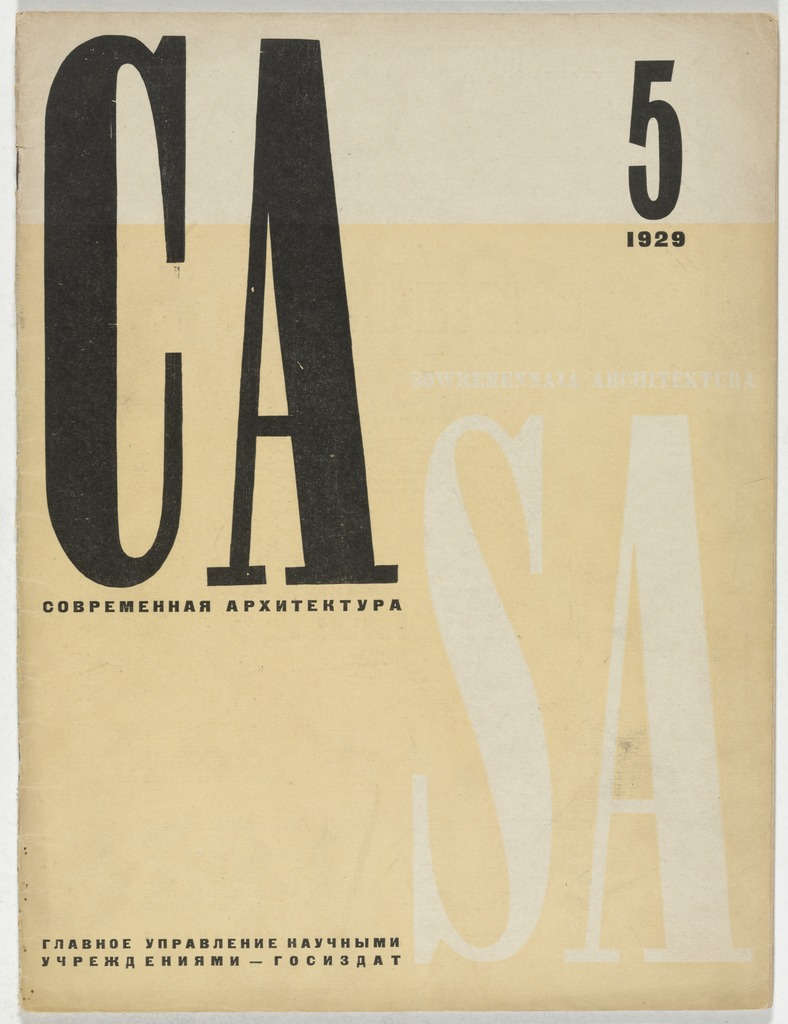
Обложка журнала «Современная архитектура» (№ 5, 1929 год), выполненная Варварой Степановой

Родилась в семье чиновника. В 1910—1913 годах училась в Казанской художественной школе, но, не окончив её, переехала в Москву. Тогда же она познакомилась со своим будущим мужем и соратником Александром Родченко.
В 1915—1917 годах занималась в студии К. Ф. Юона.
В 1921 году принимала участие в выставке конструктивистов «5 × 5 = 25». В 1919—1922 годах работала в Коллегии по делам изобразительных искусств Наркомпроса, в 1920—1923 годах сотрудничала с Институтом художественной культуры, в 1920—1925 годах преподавала в студии «ИЗО» Академии коммунистического воспитания им. Н. К. Крупской, а в 1924—1925 годах — в Высших художественно-технических мастерских. В 1924—1925 годах сотрудничала с Первой ситценабивной фабрикой в качестве дизайнера.
Участвовала в иллюстрировании книг («Глы-глы» А. Е. Кручёных, 1919), оформлении декораций для театра («Смерть Тарелкина» В. Э. Мейерхольда, 1922) и кино («Отрыв», 1926), создании агитационно-политических альбомов.
Работала художественным редактором в журналах «Кинофот» (1922), «ЛЕФ», «Новый ЛЕФ» (1923—1927), «Советское кино», «Современная архитектура», «Смена», «Книга и революция» и др. (1926—1932), «Советская женщина» (1945—1946), в 1933—1934 годах — в Партиздате. Была членом «Объединения современных архитекторов» (ОСА).
В 1925 году совместно с А. М. Родченко оформила панно Дома Моссельпрома.
Похоронена вместе с мужем на Новом Донском кладбище (4 уч.).

## Участие в выставках
Доавангардистский период
- 1915 — «Художники-декораторы в пользу раненых». Галерея Лемерсье, Москва — художница выставляет два эскиза декоративных панно.

Выставки авангардистов
- 1918 — 1-я выставка картин профсоюза художников-живописцев, Москва.
- 1918 — 5-я Государственная выставка. Музей изящных искусств, Москва.
- 1919 — 10-я Государственная выставка «Беспредметное творчество и супрематизм», Москва.
- 1920 — XIX Государственная выставка. Выставочный зал на Б. Дмитровке, 11, Москва.
- 1921 — «5 × 5 = 25», Москва.

## Память
- Улица Варвары Степановой в Москве.
- 22 октября 2018 года, в годовщину со дня рождения Варвары Степановой, в её честь был выпущен дудл[7].

### Книги
- Лаврентьев А. Н. Варвара Степанова. — М.: Фонд «Русский авангард», 2009. — 252 с. — (Творцы авангарда). — ISBN 978-5-91566-007-5.
- Варвара Степанова: Фактура [предисл. Н. Курчановой] // Формальный метод : Антология русского модернизма. Том 2: Материалы / сост. С. Ушакин. — Москва; Екатеринбург: Кабинетный учёный, 2016. — С. 819—913.

### Статьи
- Лаврентьев А. Н. Пародия и юмор в работах Степановой // «Амазонки авангарда»  / Ответственный редактор Г. Ф. Коваленко; Государственный институт искусствознания Министерства культуры Российской Федерации. — М.: Наука, 2004. — С. 216—225. — ISBN 5-02-010251-2.
- Родченко Варвара. О Варваре Степановой, её друзьях и жизни // «Амазонки авангарда»  / Ответственный редактор Г. Ф. Коваленко; Государственный институт искусствознания Министерства культуры Российской Федерации. — М.: Наука, 2004. — С. 226—232. — ISBN 5-02-010251-2.
- Пивоварова Н. А.. Синтез вербальных и визуальных средств в формальной композиции (на примере цветописной графики В. Ф. Степановой) // Манускрипт. 2018. №8 (94).
- Подвиг, достойный Сталинской эпохи: Фотосерия. Фото: Героев Советского Союза И. Папанина, Э. Кренкеля, П. Ширшова и Е. Фёдорова, спецкоров Союзфото на «Таймыре» и «Ермаке» орденоносцев Я. Халипа и С. Лоскутова, спецкора «Известий» орденоносца Э. Виленского, кинооператора орденоносца М. Трояновского и др. Оформление художников А. Родченко и В. Степановой. Составил В. Казулин. — М.: Союзфото — Фотохудожник, 1938. 1 л. тит., 41 л. с фотомонтажами. 30 х 20 см. Тираж 3000 экз.